# Tipula (Pterelachisus) trivittata
Tipula (Pterelachisus) trivittata is een tweevleugelige uit de familie langpootmuggen (Tipulidae). De soort komt voor in het Nearctisch gebied.